# Endangered Species (película)
Endangered Species es una película de 1982 de ciencia ficción dirigida y coescrita por Alan Rudolph.

## Trama
Ruben Castle es un policía retirado de Nueva York y un alcohólico en recuperación. En vacaciones en Colorado, se involucra en un caso misterioso.

## Elenco
- Robert Urich como Ruben Castle.
- JoBeth Williams como Harriet Perdue.
- Hoyt Axton como Ben Morgan.
- Peter Coyote como Steele.
- Dan Hedaya como Peck.
- Paul Dooley como Joe Hiatt.